# フリンコ
フリンコ（伊: Frinco）は、イタリア共和国ピエモンテ州アスティ県にある、人口約700人の基礎自治体（コムーネ）。

## 地理

### 位置・広がり

#### 隣接コムーネ
隣接するコムーネは以下の通り。
- カステッラルフェーロ
- コルシオーネ
- トンコ
- ヴィッラ・サン・セコンド

#### 地震分類
イタリアの地震リスク階級 (it) では、4 に分類される
。

## 行政

### 分離集落
フリンコには、以下の分離集落（フラツィオーネ）がある。
- Bricco Morra, Bricco Rampone, Molinasso, San Defendente